# Morgetes
Los morgetes (griego antiguo Μόργητες) fueron un antiguo pueblo de Italia, que ya no existían en tiempos históricos, pero de los que hablan varios escritores antiguos, en conexión con los enotrios, italiotas, sículos y otros. Antíoco de Siracusa, representó a los siculi, morgetes e italietes como ramas de la etnia de los oenotri y deriva su nombre de los tres primeros reyes enotrios (Ítalo, Merges y Sículo). Estrabón dice que eran los habitantes del sur de Italia que fueron expulsados por los enotrios, que cruzaron a Sicilia y fundaron Murgantia (Morgantina), cuyo nombre procedería de los morgetes, según algunos autores clásicos, en palabras de Estrabón, como quizás Éforo. Añade que acabaron fusionándose con los sículos.